# Дактил (митология)
Вижте пояснителната страница за други значения на Дактил.
Дактили в древногръцката митология са демонични същества считани за спътници на Кибела/Рея. Живеели в планината Ида във Фригия (Мала Азия). Според друг вариант на мита – в планината Ида на остров Крит след като там бил пренесен култа към Кибела.
На дактилите се приписва откритиването на обработката на желязо. Фригийските дактили са Келмис, Дамнаменей и Акмон (от думата „наковалня“). Критските дактили били 5, а според други варианти 10, 52 или 100. Дактилите се отъждествявали с куретите, корибантите и телхините. На тях приписвали също и основането на Олимпийските игри в Елида. Името им идва от гръцката дума за пръсти.
Когато Рея, майката на Боговете, разбрала, че е дошъл моментът на раждането, тя отишла до една свещена пещера в планината Ида. Докато раждала тя впила пръсти в земята, което довело до появата на тези daktyloi Idaioi (пръсти от Ида). Макар че често са десет на брой, понякога са увеличени и на множество десетки. Три също е често срещана бройка на Дактилите. Понякога се отнасят към тях и като към 33. Когато гърците полагали най-тържествена клетва, често притискали пръстите си до земята, докато изричали клетвата.
Дактилите от планината Ида във Фригия измислили изкуството на обработването на метали в използваеми форми, чрез употребата на огън. също така се смятат и за откриватели на желязото. Обикновено се споменават трима фригийски Дактили, които са били в служба на Великата Майка почитана като Адрастея – Акмон (наковалня), Дамнаменей (чук) и Келмис (отливка).